# توماس غيفورد
توماس غيفورد (بالإنجليزية: Thomas Gifford)‏ (16 مايو 1937، دوبوك في الولايات المتحدة - 31 أكتوبر 2000، دوبوك في الولايات المتحدة)؛ كاتب وروائي أمريكي. درس في جامعة هارفارد.

## روابط خارجية
- توماس غيفورد على موقع IMDb (الإنجليزية)
- توماس غيفورد على موقع ميوزك برينز (الإنجليزية)
- توماس غيفورد على موقع ديسكوغز (الإنجليزية)